# 92. pehotna brigada (ZDA)
92. pehotna brigada (izvirno angleško 92nd Infantry Brigade) je bila pehotna brigada Kopenske vojske Združenih držav Amerike.